# Solvabilität
Unter Solvabilität (auch Eigenmittelausstattung genannt) versteht man im Versicherungs- und Bankwesen die Ausstattung eines Versicherers oder eines Kreditinstituts mit Eigenkapital (Eigenmittel (Versicherung), Eigenmittel (Kreditinstitut)). Die Eigenmittel dienen dazu, sich realisierende Risiken des Versicherungs- bzw. Kreditgeschäfts abzudecken und sichern so die Ansprüche der Versicherungsnehmer oder Gläubiger auch bei ungünstigen Entwicklungen. Damit sind diese Ansprüche umso besser gesichert, je höher die Solvabilität ist. Die Eigenmittel setzen sich überwiegend aus dem Eigenkapital, den gesetzlichen und freien Rücklagen und dem Gewinnvortrag zusammen.

## Versicherungswesen
Bei seiner Gründung muss ein Versicherungsverein auf Gegenseitigkeit (VVaG) über freie unbelastete Eigenmittel mindestens in Höhe der geforderten Solvabilitätsspanne verfügen. Dieser Gründungsstock (§ 178 VAG) umfasst die Mittel für das Garantiekapital, für die Errichtung und Einrichtung der Gesellschaft und für die Betriebskosten. Die Höhe des Gründungsstocks muss in der Satzung hinterlegt sein, sowie seine Bildung, Verzinsung und Tilgung.
Die Solvabilität für bestehende Versicherer ist gesetzlich in den §§ 89 bis 123 Versicherungsaufsichtsgesetz (VAG) geregelt. Danach sind Versicherer zur Sicherstellung der dauernden Erfüllbarkeit der Verpflichtungen aus den Versicherungsverträgen verpflichtet, freie unbelastete Eigenmittel in Höhe der Solvabilitätsspanne (die genau genommen gar keine Spanne, sondern ein Betrag ist) zu bilden, die sich nach dem gesamten Geschäftsumfang bemisst.
Hierbei ist zu beachten, dass die Bestimmung der Solvabilitätsspanne heute nicht direkt auf die Risikolage des Versicherers abstellt, sondern sich überwiegend auf rein bilanzielle Größen bezieht. Damit wird die tatsächliche Risikolage nicht immer richtig berücksichtigt.
Die Berechnung der Solvabilität ist in der Kapitalausstattungs-Verordnung (KapAusstV) geregelt. Darin werden für die Lebensversicherung (einschließlich der Pensions- und Sterbekassen) einerseits und alle anderen Sparten andererseits unterschiedliche Regelungen getroffen.
Die mindestens vorzuweisende Soll-Solvabilität lässt sich in drei Stufen unterscheiden:
- Solvabilitätsspanne, die sich prozentual in Abhängigkeit von den Beitragseinnahmen bzw. Schadenaufwendungen errechnet. In der Lebensversicherung wird die Solvabilitätsspanne überwiegend in Relation zur Deckungsrückstellung und zum riskierten Kapital bemessen.
- Garantiefonds in Höhe von einem Drittel der Solvabilitätsspanne
- Absoluter Mindestgarantiefonds in Höhe von 2,3 Mio. € je zu betreibendem Zweig (bei als besonders riskant eingestuften Zweigen, z. B. Haftpflicht, liegt dieser Betrag bei 3,5 Mio. €).

Die Ist-Solvabilität wird durch die freien, unbelasteten Eigenmittel bestimmt. Deren wesentliche Bestandteile sind dabei
- die Summe des bilanziellen Eigenkapitals sowie funktionsgleichen (also v. a. verlusttragungsfähigen) Fremdkapitals, d. h. Nachranganleihen bzw. hybride Kapitalinstrumente
- bestimmte stille Reserven (Bewertungsreserven, z. B. in Kapitalanlagen)
- das Nachschusspotential beim VVaG
- freie Teile der Rückstellung für Beitragsrückerstattung (RfB) bei Lebensversicherern (einschließlich des Schlussüberschussanteilfonds)
- bis 2009 auch noch Zukunftsgewinne bei Lebensversicherern

Eine ausreichende Solvabilität im Sinne des VAG ist dann gegeben, wenn die Ist-Solvabilität mindestens der Soll-Solvabilität entspricht.
Wenn die Ist-Solvabilität die Soll-Solvabilität unterschreitet – aber noch über einem Drittel also über der Höhe des Garantiefonds liegt – muss der Versicherer einen Solvabilitätsplan aufstellen. Liegt die Ist-Solvabilität unter dem Wert des Garantiefonds ist ein Finanzierungsplan aufzustellen.
Früher waren die Solvabilitätsvorschriften nur für Erstversicherer relevant, da man deren Kunden aufgrund ihrer zumeist mangelnden Kenntnis der Versicherungsmaterie als besonders schutzwürdig ansieht. Seit dem 1. Januar 2005 unterliegen nunmehr aber auch Rückversicherer ähnlichen Vorschriften.
Die Bundesanstalt für Finanzdienstleistungsaufsicht (BaFin) überwacht die ausreichende Deckung mit Eigenmitteln. Verstöße gegen die Solvabilitätsvorschriften lösen Sanktionen durch die BaFin aus, die in ihrer Schwere nach den o. g. Stufen gestaffelt sind (§ 134 VAG).

### Beispielrechnung Formel (Regelung vor 2016)
Beitragsindex (18 % x Bruttoprämien (für Prämienvolumen bis 61,3 Mio. €) + 16 % der Bruttoprämien (für Prämienvolumen über 61,3 Mio. €)) x Selbstbehaltquote (mind. 50 %)
Schadenindex (26 % x Bruttoschäden (für Schadenaufwendungen bis 42,9 Mio. €) + 23 % der Bruttoschäden (für Schadenvolumen über 42,9 Mio. €)) x Selbstbehaltquote (mind. 50 %)

### Kritik und Ausblick
Die bestehenden Solvabilitätsregeln werden vielfach kritisiert. U. a. wird angeführt, dass die Multiplikatoren zur Errechnung der Solvabilitätsspanne in einem politischen Prozess willkürlich festgesetzt wurden und somit die risikotheoretischen Erkenntnisse der gesamten Nachkriegszeit unberücksichtigt blieben. Mit dem Beitragsindex ergibt sich das Paradoxon, dass ein Versicherer, der vorsichtiger kalkuliert und höhere Prämien verlangt, dadurch einen höheren Solvabilitätsbedarf hat.
Auch ist kritisch zu bewerten, dass Zukunftsgewinne für Lebensversicherer in die Ist-Solva eingehen. Wenn ein Unternehmen ohnehin in Schieflage geraten ist, so kann man kaum noch mit zukünftigen Gewinnen rechnen. Andererseits sollte ein Versicherer, dem es gut geht, keine zukünftigen Gewinne benötigen, um den Solvabilitätstest zu bestehen.
Seit der Umsetzung des neuen europäischen Aufsichtsregimes Solvabilität II am 1. Januar 2016 wird der Solvabilitätsbedarf wesentlich risikoadäquater ermittelt.
Neben den prinzipienbasiert vorgeschriebenen Ansätzen für die Solvenzkapitalbestimmung sieht die europäische Richtlinie auch unter dem Stichwort Own Risk and Solvency Assessment (häufig abgekürzt mit ORSA) eine unternehmensindividuelle Risiko- und Solvabilitätsbeurteilung vor, bei der der Gesamtkapitalbedarf mit Blick auf das Risikoprofil unter Berücksichtigung der Unternehmensvorgaben hinsichtlich Risikotoleranz und evtl. Ratingeinstufungen, die mittelfristige Einhaltung der Kapitalanforderungen und der Ansatz- und Bewertungsvorschriften für versicherungstechnische Rückstellungen und die Angemessenheit der angewendeten Methoden zur Berücksichtigung des Risikoprofils bei der Solvenzkapitalbestimmung beurteilt werden soll. Dieses Instrument des Governance- und Risikomanagementsystems von Versicherungsunternehmen muss dabei unabhängig von der Nutzung der Standardformel oder eines internen Modells erfüllt werden. Zur Entzerrung des Prozesses zur Einführung von Solvency II wurden im Frühjahr 2013 sog. interim measures veröffentlicht, die Aufsichtsbehörde EIOPA sieht hierfür eine Umsetzung in nationales Recht im Jahr 2014 vor.

## Bankwesen
Unter Solvabilität versteht man im Bankwesen die „angemessene Eigenmittelausstattung“ von Kreditinstituten, wie sie in § 10 KWG als zentraler Norm gefordert wird. Dieser Vorschrift zufolge müssen Institute (§ 1 Abs. 1 KWG), Institutsgruppen (§ 10a Abs. 1 KWG) und Finanzholding-Gruppen (§ 10a Abs. 3 KWG) im Interesse der Erfüllung ihrer Verpflichtungen gegenüber ihren Gläubigern, insbesondere im Interesse der Sicherheit der ihnen anvertrauten Vermögenswerte, angemessene Eigenmittel aufweisen. Mit der konkreten Umsetzung der Solvabilität befasste sich bis Dezember 2006 der Grundsatz I, der im Januar 2007 durch die umfassendere Solvabilitätsverordnung abgelöst wurde. Diese wiederum wurde im Januar 2014 durch die Kapitaladäquanzverordnung (englische Abkürzung CRR) ersetzt. Diese nach § 1a Abs. 1 KWG auch in Deutschland umgesetzte EU-Verordnung enthält genaue Vorgaben zur angemessenen Eigenmittelausstattung von Kreditinstituten. Die Kapitaladäquanzverordnung regelt insbesondere die Höhe und die Anforderungen an die aufsichtsrechtlich bereitzuhaltenden Eigenmittel (Artikel 25 ff. CRR), die eigenmittelbezogenen Risikovorschriften (Artikel 107 ff. CRR), die Berücksichtigung von Kreditsicherheiten (Artikel 194–217 CRR) und die Großkreditvorschriften (Artikel 387 ff., 507 CRR). Neben den – als Risikopositionen bezeichneten – Aktivgeschäften sind auch die Marktrisiken (Art. 325 ff. CRR) und das operationelle Risiko (Art. 446) mit Eigenmitteln zu unterlegen. Von angemessenen Eigenmitteln ist demnach auszugehen, wenn die in Art. 92 Abs. 1 CRR geforderten Mindestquoten (siehe Kernkapitalquote) eingehalten werden.
Die Bestimmung der Eigenkapitalunterlegung für Adressenausfallrisiken erfolgt nach dem Kreditrisiko-Standardansatz (KSA) oder dem auf internen Ratings basierenden Ansatz (IRBA). Zur Berechnung der Eigenmittelunterlegung für operationelle Risiken können die Institute den Basisindikatoransatz (BIA), den Standardansatz (STA) oder fortgeschrittene Messansätze (so genannte ambitionierte Messansätze AMA) verwenden. Die Eigenmittelunterlegung für Marktpreisrisiken kann mit der Standardmethode (SM) oder mit internen Marktrisikomodellen ermittelt werden.
Anhand des Volumens und der Art der von den Instituten getätigten Geschäfte werden diese in Nichthandelsbuch- bzw. Handelsbuchinstitute aufgeteilt. Institute, deren Handelsbuch nur untergeordnete Bedeutung aufweist, können als Erleichterung auf die Ermittlung der Handelsbuchrisiken verzichten und diese als Kreditrisikopositionen anrechnen.